# Finlande aux Jeux olympiques d'hiver de 1956
Cet article contient des informations sur la participation et les résultats de la Finlande aux Jeux olympiques d'hiver de 1956 à Cortina d'Ampezzo en Italie. La Finlande était représentée par 31 athlètes. 
La délégation finlandaise a récolté en tout 7 médailles : 3 d'or, 3 d'argent, et 1 de bronze. Elle a terminé au 3e rang du classement des médailles derrière l'Union soviétique et l'Autriche.

## Médailles
| Médaille                            | Nom                                                           | Sport               | Compétition                     |
| ----------------------------------- | ------------------------------------------------------------- | ------------------- | ------------------------------- |
| Médaille d'or, Jeux olympiques      | Veikko Hakulinen                                              | Ski de fond         | 30 kilomètres hommes            |
| Médaille d'or, Jeux olympiques      | Mirja Hietamies Sirkka Polkunen Siiri Rantanen                | Ski de fond         | Relais 3x5 kilomètres femmes    |
| Médaille d'or, Jeux olympiques      | Antti Hyvärinen                                               | Saut à ski          | Hommes                          |
| Médaille d'argent, Jeux olympiques  | Veikko Hakulinen                                              | Ski de fond         | 50 kilomètres hommes            |
| Médaille d'argent, Jeux olympiques  | Veikko Hakulinen August Kiuru Jorma Kortelainen Arvo Viitanen | Ski de fond         | Relais 4 × 10 kilomètres hommes |
| Médaille d'argent, Jeux olympiques  | Aulis Kallakorpi                                              | Saut à ski          | Hommes                          |
| Médaille de bronze, Jeux olympiques | Toivo Salonen                                                 | Patinage de vitesse | 1 500 mètres hommes             |